# Richtlinie 2011/36/EU (Menschenhandelsrichtlinie)
Die Richtlinie 2011/36/EU des Europäischen Parlaments und des Rates vom 5. April 2011 zur Verhütung und Bekämpfung des Menschenhandels und zum Schutz seiner Opfer sowie zur Ersetzung des Rahmenbeschlusses 2002/629/JI des Rates, auch Menschenhandelsrichtlinie genannt, legt Mindestvorschriften zur Verhütung und Bekämpfung des Menschenhandels fest. Die Richtlinie zielt insbesondere auch auf die Erleichterung von Prozessen gegen Täter und die Sicherung der Rechte von Opfern des Menschenhandels.

## Inhalt
Im Vergleich zum früheren Beschluss von 2002 erweitert diese Richtlinie die Definition von Menschenhandel und sieht zugleich härtere Strafen vor.
Artikel 1 legt den Gegenstand der Richtlinie fest, und Artikel 2 die durch diese Richtlinie betroffenen Straftaten. Insbesondere zählen hierzu die Ausbeutung Minderjähriger (unter 18 Jahren) sowie eine Vielzahl von Mitteln, die zur Ausbeutung von Personen eingesetzt werden. Als Ausbeutung gilt dabei nach Artikel 2 (3) "mindestens die Ausnutzung der Prostitution anderer oder andere Formen sexueller Ausbeutung, Zwangsarbeit oder erzwungene Dienstleistungen, einschließlich Betteltätigkeiten, Sklaverei oder sklavereiähnliche Praktiken, Leibeigenschaft oder die Ausnutzung strafbarer Handlungen oder die Organentnahme. Artikel 3 legt fest, dass auch die Anstiftung, die Beihilfe und der Versuch unter Strafe zu stehen haben.
Artikel 4 bis 10 beziehen sich auf Strafen, juristische Personen, Ermittlung und Gerichtsbarkeit. Artikel 4 legt unter anderem für Straftaten nach Artikel 2 ein Strafhöchstmaß von mindestens fünf Jahren, bzw. in besonderen Fällen von mindestens zehn Jahren Freiheitsentzug fest. Nach Artikel 4 (4) sind Straftaten nach Artikel 3 durch wirksame, angemessene und abschreckende Strafen, die auch mit einer Übergabe verbunden sein können, zu bedrohen. Artikel 9 regelt die Ermittlung und Strafverfolgung; insbesondere haben nach Artikel 9 (4) die Mitgliedsstaaten sicherzustellen, dass effektive Ermittlungsinstrumente, wie diejenigen, die bei der Bekämpfung von organisierter oder in Fällen von schwerer Kriminalität verwendet werden, auch zur Bekämpfung des Menschenhandels zur Verfügung stehen.
Artikel 11 bis 17 legen Maßnahmen zur Unterstützung, zur Betreuung und zum Schutz von Opfern, insbesondere auch von Kindern, fest, sowie zur Opferentschädigung.
Artikel 18 bis 25 regeln u. a. Maßnahmen der Prävention, der Berichterstattung, der Koordination sowie Umsetzung und Inkrafttreten.

## Umsetzung
Das Deutsche Institut für Menschenrechte nahm im November 2012 Stellung zum Umsetzungsbedarf der Richtlinie auf und hob hervor, dass es über den Bereich der strafrechtlichen Normen hinaus Änderungsbedarf im nationalen Recht sieht. Diese Auffassung steht im Gegensatz zum Referentenentwurf des Bundesministeriums der Justiz (BMJ).
Einem Bericht der EU-Kommission zufolge hatten bis zum April 2013, an dem die Richtlinie in nationales Recht hätte umgesetzt werden sollen, nur fünf der 27 Mitgliedsländer die Richtlinie vollständig umgesetzt.
In Deutschland wurde die Richtlinie mit dem Gesetz zur Verbesserung der Bekämpfung des Menschenhandels und zur Änderung des Bundeszentralregistergesetzes sowie des Achten Buches Sozialgesetzbuch vom 11. Oktober 2016 (MenHBVG), in Kraft getreten am 15. Oktober 2016 umgesetzt.